# Eucaryogenèse virale
L'eucaryogenèse virale est l'hypothèse  selon laquelle le noyau cellulaire des eucaryotes a évolué à partir d'un grand virus à ADN, sous forme d' endosymbiose au sein d'un archée méthanogène. Le virus aurait ensuite évolué pour former le noyau eucaryote, en acquérant des gènes du génome de son hôte, et en finissant par usurper son rôle.
Cette hypothèse a été proposée par Philip Bell en 2001. Un argument en sa faveur a été la découverte de grands virus à ADN complexes (comme le Mimivirus), capables de réaliser la biosynthèse de protéines. Un argument plus récent à l'appui de la théorie est la découverte que lors de l'infection d'une cellule bactérienne, le bactériophage géant 201Phi2-1 (du genre Phikzvirus ) forme une structure de type noyau, qui sépare les protéines selon leur fonction . Cette structure de type noyau et ses propriétés clés ont été observées dans les phages apparentés  . 

## L'hypothèse

### Origine virale de l'ADN
C'est en 2006 que des chercheurs ont suggéré que la transition du monde à ARN vers des génomes à base d'ADN s'est produite pour la première fois dans le monde viral,  les virus ayant initialement adopté l'ADN comme un moyen de résister aux enzymes dégradant l'ARN dans les cellules hôtes. Dans ce scénario, un virus à base d'ADN fournit son propre système de stockage de l'information génétique à un hôte primitif à génome à base d'ARN (une cellule hôte de ce type est appelé ribocellule ou ribocyte).
On sait peu de choses sur les origines de l'ADN ou de sa réplication dans les cellules procaryotes ou eucaryotes. Il est donc possible que des virus aient été impliqués dans la création des premières cellules de la Terre. 
Suivant cette hypothèse, les archées, les bactéries et les eucaryotes ont chacun obtenu leur système d'information ADN à partir d'un virus différent. Dans la publication d'origine, c'est également une cellule à ARN qui serait à l'origine des eucaryotes, mais dont la traduction aurait comporté une modification post-transcriptionnelle. Il a également été suggéré que la télomérase et les télomères, aspects clés de la réplication des cellules eucaryotes, ont des origines virales. De plus, les origines virales du noyau eucaryote moderne peuvent avoir reposé sur de multiples infections de cellules archéennes portant des précurseurs mitochondriaux bactériens avec des virus lysogènes . 

### Origine virale des eucaryotes
L'hypothèse d'une eucaryogenèse virale est que les eucaryotes ont hérité de trois éléments ancestraux: une composante virale qui est devenue le noyau moderne; une cellule procaryote (un archéon selon l' hypothèse des eocytes ) qui a donné le cytoplasme et la membrane cellulaire des cellules modernes; et une autre cellule procaryote (bactérienne) qui, par endocytose, est devenue la mitochondrie ou chloroplaste moderne. De ce fait, la contribution de la composante virale peut avoir été aussi importante que la contribution des chloroplastes ou des mitochondries.
L'hypothèse d'une eucaryogenèse virale correspond à un modèle d'évolution eucaryote dans lequel un virus, similaire à un virus variole moderne, a évolué en un noyau via l'acquisition de gènes à partir d'espèces bactériennes et archéennes existantes. Le virus lysogène est alors devenu le centre de stockage des informations pour la cellule, tandis que la cellule a conservé ses capacités de traduction génique et de fonction générale malgré l'entrée du génome viral. De même, les espèces bactériennes impliquées dans cette eucaryogenèse ont conservé leur capacité à produire de l'énergie sous forme d'ATP tout en transmettant une grande partie de leurs informations génétiques à cette nouvelle organite virus-noyau. 
L'hypothèse de l'eucaryogenèse virale considère que le cycle cellulaire des eucaryotes, en particulier la reproduction sexuée et la méiose, est une preuve de cette origine. 
On suppose que le cycle cellulaire moderne, par lequel la mitose, la méiose et la reproduction sexuée se produisent chez tous les eucaryotes, a évolué en raison de l'arbitrage réalisé par les virus, qui doivent généralement réaliser un compromis entre infecter autant d'hôtes que possible et tuer un hôte individuel par prolifération virale. Dans cette hypothèse, les cycles de réplication virale peuvent refléter ceux des plasmides et des lysogènes viraux. Cependant, cette théorie est controversée et une expérimentation supplémentaire impliquant des virus archéens est nécessaire, car ils sont probablement les plus similaires sur le plan de l'évolution aux noyaux eucaryotes modernes . 
Comme les virus, un noyau eucaryote contient des chromosomes linéaires avec des séquences terminales spécialisées (contrairement aux génomes bactériens, qui ont une topologie circulaire); il utilise le coiffage de l'ARNm et sépare la transcription de la traduction. Les noyaux eucaryotes sont également capables de réplication cytoplasmique. Certains gros virus ont leur propre ARN polymérase dirigée par l'ADN. Des transferts de noyaux "infectieux" ont été documentés dans de nombreuses algues rouges parasites. Une autre preuve à l'appui est que l'appareil de coiffage m7G (impliqué dans le découplage de la transcription de la traduction) est présent à la fois chez Eukarya et Mimiviridae mais pas chez Lokiarchaeota qui sont considérés comme les parents archaéaux les plus proches d'Eukarya selon l' hypothèse Eocyte (également étayée par l'analyse phylogénétique de la voie de plafonnement m7G). 

## Implications
La théorie suggère un certain nombre de conséquences. Par exemple, un virus hélicoïdal avec une enveloppe bilipide ressemble de manière frappante à un noyau cellulaire hautement simplifié (c'est-à-dire un chromosome d'ADN encapsulé dans une membrane lipidique). En théorie, un grand virus à ADN pourrait prendre le contrôle d'une cellule bactérienne ou archéenne. Au lieu de répliquer et de détruire la cellule hôte, elle resterait à l'intérieur de la cellule, surmontant ainsi le dilemme de compromis généralement rencontré par les virus. Avec le virus sous contrôle de la machinerie moléculaire de la cellule hôte, il deviendrait effectivement un noyau fonctionnel. Grâce aux processus de mitose et de cytokinèse, le virus recruterait ainsi la cellule entière comme symbiote - une nouvelle façon de survivre et de proliférer. 